# Nirasaki (Jamanaši)
Nirasaki (japonsky:韮崎市 Nirasaki-ši) je japonské město v prefektuře Jamanaši na ostrově Honšú. Žije zde přes 31 tisíc obyvatel. V okolí města se nachází národní park Minami Alps.

## Partnerská města
- Fairfield, Kalifornie, Spojené státy americké
- Ťia-mu-s’, Čína

## Slavné osobnosti
- Azuma Košiiši (* 1936) – japonský politik

- Satoši Ómura (* 1935) – japonský biochemik, spolunostiel Nobelovy ceny za fyziologii nebo lékařství v roce 2015